# Centrale nucléaire d'Obninsk
La centrale nucléaire d'Obninsk (en russe : Обнинская АЭС, Obninskaja AES) a été construite dans la « cité scientifique » d'Obninsk, dans l'oblast de Kalouga. Il s'agit de la première station d'énergie nucléaire civile dans le monde. La centrale est aussi connue sous le nom APS-1 Obninsk (centrale nucléaire d'Obninsk 1). Elle a été opérationnelle entre 1951 à 2002, bien que la production d'électricité pour le réseau électrique ait cessé en 1959.

## Conception
L'unique réacteur de la centrale, AM-1 (Атом Мирный, Atom Mirny, « Atome pacifique » en russe), pouvait produire 5 MW d'électricité pour une puissance thermique de 30 MW. C'était un prototype utilisant le graphite comme modérateur et refroidi avec de l'eau. Il est à l'origine de la filière des réacteurs de type RBMK. Le réacteur d'Obninsk utilisait de l’uranium enrichi à 5 %. Ce pourcentage a été abaissé pour les réacteurs qui ont suivi.

## Historique
La construction de la centrale a commencé le 1er janvier 1951. Le 27 juin 1954, elle entre en service. Sa puissance de production d’électricité est alors de 5 MW. Pendant environ quatre ans, elle est l'unique centrale nucléaire de l'Union soviétique, jusqu'à l'ouverture de la centrale nucléaire sibérienne à Seversk. Elle ferme le 29 avril 2002.
Elle sert de lieu d'entraînement pour le premier sous-marin nucléaire soviétique (K3) au milieu des années 1950.
Respectivement, la France démarre sa première centrale nucléaire sur le site de Marcoule en 1956, suivie par le Royaume-Uni la même année avec son site nucléaire de Sellafield, et par les États-Unis en 1957 avec la connexion du réacteur nucléaire de Shippingport.

## Déclassement
En 2000, après que la centrale nucléaire d'Obninsk a fonctionné 18 ans de plus que prévu, son exploitation est devenue dangereuse et économiquement non rentable. Son unique réacteur est stoppé le 29 avril 2002 puis, en septembre, le dernier assemblage de combustible est déchargé.
Le président russe Medvedev souhaite alors en faire un complexe de mémorial pour l'industrie nucléaire, ce qui permet de ne pas la démanteler. La centrale propose de nombreuses excursions pour les écoliers, étudiants et délégations étrangères.
Elle abrite une exposition et un musée qui contribuent au « tourisme nucléaire ». En 2013, le prince Michael de Kent (cousin de la reine d'Angleterre Élisabeth II) s'y est rendu à l'occasion du 60e anniversaire de la centrale (2014) ,.

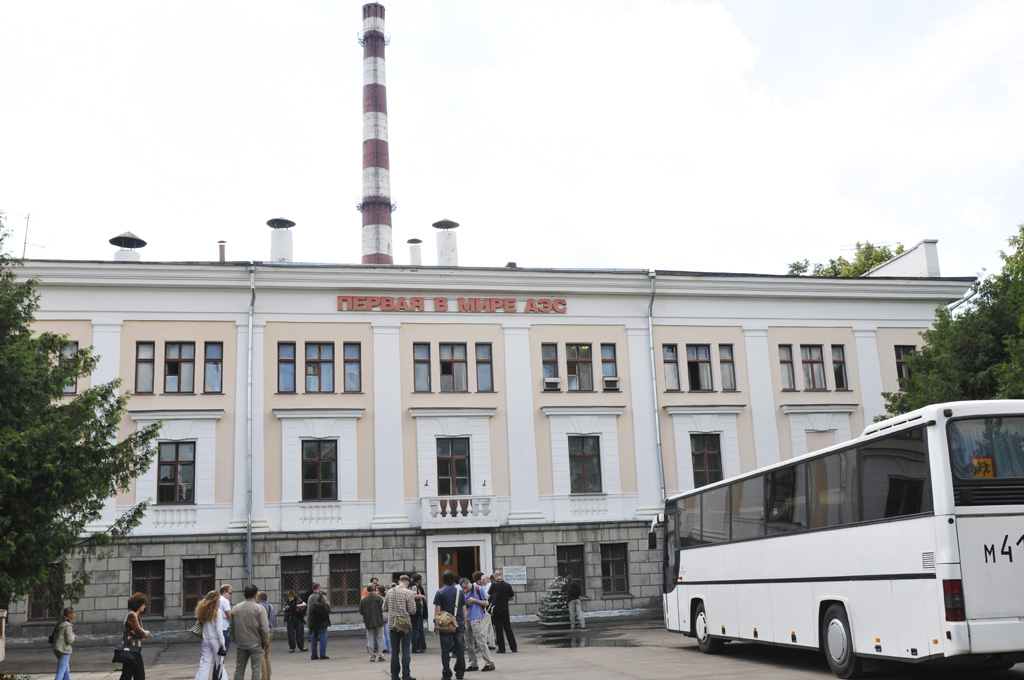
La centrale transformée en musée en 2009.